# Braisière

La braisière est une grosse marmite de cuisson, souvent en cuivre étamé ou en terre cuite, qui permet de braiser de grosses pièces de viande.